# Lázok
A lázok (láz nyelven: lazi (ლაზი) vagy lazepe (ლაზეფე), törökül lazlar, grúzul lazi (ლაზი) vagy csani (ჭანი)) kaukázusi nép, melynek tagjai túlnyomó részt Törökország Fekete-tengeri régiójának keleti részén (Rize, Artvin), kisebb részt Grúzia területén élnek. A bizánci korban ortodox keresztények voltak, nagy többségük azonban az Oszmán Birodalom idejében áttért az iszlám hitre. A lázok a grúzzal rokon, dél-kaukázusi nyelvek családjába tartozó láz nyelvet beszélik. A lázok főképp mezőgazdasággal (kukorica, tea) és halászattal foglalkoznak.
Az általuk lakott régiót Lázisztánnak nevezik.